# لو بلان-منیل
شهر لو بلان منیل (به فرانسوی: Le Blanc-Mesnil) در شهرستان سن-سن-دونی در ناحیه ایل-دو-فرانس با جمعیت ۵۱٬۲۲۰ نفر در کشور فرانسه واقع شده‌است